# Tiran Beli
Tiran Beli (вален. Tirant lo Blanch) je najpoznatije delo valensijanskog pisca i viteza Đuaneta Martorelja. Prepričava nam avanture viteza Tirana, koji je u službi koja za cilj ima oslobađanje Konstantinopolja od Turaka. Kao i u velikom broju viteških epova, jedni od ključnih elemenata i ovog dela su oružje i ljubav.
Tiran je obeležilo kako katalonsku kulturu tako i zlatno doba Valensije. Nastao je, najverovatnije, između 1460. i 1464. godine. Preveden je na više jezika, između ostalog na španski, italijanski, francuski, engleski.

### Istorija
Moderan naziv ovog dela je Tirant lo Blanc, dok se u XV veku pisao kao Tirant lo Blanch, što je bilo karakteristično srednjevekovnom jeziku.
Ovaj viteški ep je prvi put objavljen u Valensiji 1490. godine, a u Valjadolidu je 1511. objavljen prevod na kastiljanskom jeziku. Ovo delo je izuzetno moderno u smislu da je onaj koji pripoveda priču uverljiv, likovi su ljudi sa svim svojim vrlinama i manama. Pripada bretonskom ciklusu, što znači da je poput npr. Bojardovog Zaljubljenog Orlanda, te da je u priči akcenat ne samo na ratu i oružju, već na ljubavi, gospama i avanturama. 
Martorelj je sanjao oslobođenje grada zahvaljujući hrišćanskom protagonisti. On je ovo delo napisao u Barseloni u januaru 1460, godine, a nakon njegove smrti prelazi u ruke Martija Đoana de Galbe koji je ostavio svoj pečat u potonjim poglavljima i dao je na štampanje u Valensiji 1490. godine.

### Struktura i sadržaj
Ovo delo počinje avanturama Giljema de Varoika koji je uputio Tirana u pravila viteštva. Mogu se povući veze sa realnošću i samim autorom: na primer, Tiran je u Engleskoj, gde je i sam Martorelj živeo. Heroj je oružani vitez prikazan tokom različitih borbi protiv kraljeva, vojvoda i divova. Vitez iz Engleske odlazi u Francusku; zatim na Siciliju, Rodos, Jerusalim, Aleksandriju, Tripoli i Tunis koji osvaja. Posle ide u Vizantiju i u Konstantinopolju se zaljubljuje u Karmesinu, sultanovu ćerku.
Priča o ljubavi, uz intervenciju udovice Reposade i gospe Plaerdemavide, predstavlja veliki deo ovog epa. Nakon borbe sa Berberima, Tiran se oženio Karmesinom i imenovan je za cara Vizantijskog carstva, ponovo osvaja zemlju od Turaka, i na kraju, bolestan, umire. Umire takođe i Karmesina.
Za razliku od ostalih viteških epova, ovde je ljubav senzualna a ne platonska: eksplicitne su erotske i ljubavne scene. 

### Ljubav
Ljubav u viteškim epovima je dvorska ljubav, dok se u ovom delu pojavljuje telesna i lascivna ljubav između Diafebusa i Estefanije, Emperadriu i Hipolita i Tirana i Karmesine. Već pomenute Plaerdemavida i Repozada imaju različite uloge: prva predstavlja lascivnu ljubav, organizuje susrete između Tirana i Karmezine; dok ova druga pak pravi spletke, ogovara Tirana kod Karmezine i obrnuto; ogovara Karmezinu kod Tirana. Tiran se zaljubljuje, Opisuje ljubav kao bolest; nespretan je, stidi se, i samo pušta da ga vodi instinkt. Nedostaju mu reči i akcija, ne zna kako da se ponaša, i ne ponaša se kao vitez. S druge strane, Karmesina je princeza-model devojke koja čuva svoju čednost sve do braka. Ta činjenica prouzrokuje ljubavne i erotične epizode. Ona se odupire tome sve do kraja: "Niti ste se vi poneli kao vitez, niti sam ja bila tretirana kao princeza, razlog zbog koga sam ovoliko uvređena" (p.228).
Ljubav između likova različitih društvenih klasa je tipična za vitešku književnost. Tako se rađa ljubav između viteza nižeg ranga i ćerke vladara Konstantinopolja. 

### Dela koja su uticala na stvaranje
Tiran lo Blank je neobičan viteški roman sa naturalističkim i satiričnim i delimično autobiografskim elementima. Jedan od mogućih uticaja na stvaranje ove knjige jeste to što se određeni delovi knjige poklapaju sa životom admirala Rodžera de Flora (Roger de Flor) koji je ubijen od strane Vizantinaca. Istorijsko podudaranje se primećuje kada se opisuje Konstantinopolj i poraz od strane sultana Mehmeda II Osvajača. Pad Konstantinopolja 1453. izazvao je nezadovoljstvo u Hrišćanskoj Evropi, da bi to promenio Matorelj piše drugu verziju istorije gde Konstantinopolj nije pao, što se smatra pretečom žanra alternativne istorije. 
Smatra se da je inspiraciju za ovo delo Matorelj našao i u drugim delima katalonske i španske istorije kao što su: Llibre dels fets, Crónica de Muntaner i  Llibre de l'ordre de cavalleria koju je napisao Ramon Ljulj. 
Dosta sličnosti delo Tiran lo Blank ima sa drugim anonimnim katalonskim delom Curial e Güelfa, iz XV veka. Sličnosti se mogu videti u fantastičnim elementima, kao i u tome što se baziraju na stvarnim istorijskim dešavanjima i geografskim mestima. Najveća sličnost je u humanizaciji likova odnosno vitezova koji ne koriste samo fizičku snagu, već se oslanjaju na svoju inteligenciju da bi rešili probleme. Tiran smišlja niz ratnih strategija. Takođe, prikazan je i njegov intimni život i osećanja.
Prema novijim istraživanjima ovo delo se može svrstati u satirična dela. Satira nije očigledna na prvi pogled već se vidi u retrospekciji.

### Tiran lo Blank i Don Kihot
Veliki deo popularnosti Tiran je dobio zahvaljujući Migelu de Servantesu. U šestoj glavi prvog dela Don Kihota, Servantes govori o svom viđenju književnosti kroz likove koji izbacuju i spaljuju određena dela koja ne smatraju vrednim iz Kihotove velike biblioteke. Tiran lo Blank je sačuvan, što govori o tome da je Servantes cenio i video veliku vrednost ovog dela. Međutim, to se može shvatiti i na drugačiji način. Kada sveštenik u Don Kihotu razmatra koja dela treba baciti a koja sačuvati kaže da je Tiran među najboljim delima na svetu jer je potpuno drugačiji i neobičan u odnosu na druge viteške romane zbog smešnih i čudnih imena likova i humora u delu. Ne zna se sa sigurnošću da li je Servantes na neki način pokušao da ismeje situaciju gde svi viteški romani liče jedni na druge, među njima i Tiran iako ima određenih odstupanja ili je upravo želeo da ovo delo navede kao primer kako treba pisati romane viteškog žanra. Velika je verovatnoća da je u Tiranu video primer dobrog viteškog romana sa dozom humora i drugačijim stilom, jer je lično takva dela najviše voleo i cenio i jednom prilikom nazvao Tirana krunom svoje biblioteke. Postoje neka tumačenja u kojima se smatra da je Servantes tada bio ironičan i da je smatrao da Tiran zaslužuje da bude spaljen sa ostalim knjigama iz Kihotove biblioteke, međutim, ovo tumačenje nije opšte prihvaćeno i naišlo je na ogromne kritike od strane stručnjaka, i ne pojavljuje se ni u jednom tumačenju Servantesovih dela.

### Filmska adaptacija
Film o Tiranu iz 2006.godine se bazira na krajnjem delu avantura Tirana i događaja oko osvajanja Konstantinopolja. Nosi isti naziv kao i delo, a režiser filma je Visente Aranda.

## Spoljašnje veze
- https://web.archive.org/web/20100821232803/http://www.tinet.cat/bdt/tirant/
- http://einesdellengua.com/tirantloweb/tirantloblanch.html
- http://www.gutenberg.org/ebooks/378
- https://web.archive.org/web/20120716231859/http://tell.fll.purdue.edu/RLA-Archive/1992/Spanish-html/Hintz,Suzanne.htm
- https://ca.wikisource.org/wiki/Tirant_lo_Blanc